# Walter De Greef
Pour les articles homonymes, voir Greef.
Walter Degreef  est un footballeur international belge, né le 13 novembre 1957 à Diest.
Joueur formé au K Beringen FC, il se révèle au RSC Anderlecht où il remporte des trophées nationaux (championnat en 1985 et 1986) et internationaux (Coupe de l'UEFA en 1983). Il a également fait partie des Diables rouges entre 1979 et 1984 et joué trois matches lors de l'Euro 1984 qui s'est déroulé en France.

## Palmarès
- International en 1984 (5 sélections)
- Participation à l'Euro 1984 (3 matches)
- Champion de Belgique en 1985 et 1986 avec le RSC Anderlecht
- Vainqueur de la Super Coupe de Belgique en 1985 avec le RSC Anderlecht
- Vainqueur de la Coupe de l'UEFA en 1983 RSC Anderlecht